# Santo Domingo de la Calzada (kommun)
Santo Domingo de la Calzada är en kommun i Spanien. Den ligger i den autonoma regionen La Rioja i norra delen av landet, 230 km nordost om huvudstaden Madrid. Antalet invånare är 6 348 (2024).